# Avner Cohen
Avner Cohen (* 1951) ist ein israelischer Philosoph und Autor. Zu seinen Themen zählt die Israelische Atombewaffnung.

## Leben
Cohen studierte bis 1975 Philosophie an der Universität Tel Aviv, bevor er 1977 an der York University seinen M.A. und 1981 den Ph.D. vom Committee on History of Culture der University of Chicago erhielt. Von 1983 bis 1991 arbeitete er an der Philosophischen Fakultät der Universität Tel Aviv und war Gastprofessor an verschiedenen US-amerikanischen Universitäten.
Cohen veröffentlichte zahlreiche Zeitungsartikel und Bücher, die sich mit philosophischen Fragen der nuklearen Aufrüstung und Abschreckung, insbesondere im Mittleren Osten, beschäftigten. Von 1987 bis 1988 war er wissenschaftlicher Mitarbeiter der Harvard University's Kennedy School of Government. 1989 wurde er für seine Forschungen über die Thematik Atomwaffen und Demokratie in Israel mit dem MacArthur Research and Writing Fellowship gefördert.
Von 1990 bis 1995 war Cohen Vizeleiter eines Projektes über nukleare Rüstungskontrolle im Mittleren Osten am Massachusetts Institute of Technology. Mit ähnlichen Fragen beschäftigte er sich als Senior Fellow am United States Institute of Peace, wo er 1997 und 1998 tätig war. Zu dieser Zeit veröffentlichte er auch sein bekanntestes Werk Israel and the bomb, das in vier Sprachen und sechs Auflagen erschien. Das Buch und Cohens Thesen wurden im Jahr 2012 in der Sendereihe ZDF-History im Dokumentarfilm Israel und die Bombe vorgestellt. Das Buch stellte eine erhebliche Provokation für die israelischen Behörden dar, Cohen bekam unter anderem ein Einreiseverbot für einen beabsichtigten Vortrag in Israel.
Cohen Senior ist Research Fellow des National Security Archive an der George Washington University.

## Schriften
- Doubt, anxiety, and salvation. 1981 (englisch). (Ph.D. thesis)
- Nuclear weapons and the future of humanity : the fundamental questions. Rowman & Allanheld, Totowa, N.J 1986, ISBN 978-0-8476-7258-5 (englisch). (mit Steven Lee)
- The Institution of philosophy: a discipline in crisis? Open Court, La Salle, Ill 1989 (englisch). (mit Marcelo Dascal) (reprint ISBN 978-0-8126-9094-1)
- Nuclear shadows in the Middle East : prospects for arms control in the wake of the Gulf Crisis. Defense and Arms Control Studies Program, Center for International Studies, Massachusetts Institute of Technology, Cambridge, Mass 1990 (englisch). (mit Marvin Miller)
- Israel and the bomb. Columbia University Press, New York 1998, ISBN 0-231-10482-0 (englisch).
- The Worst-Kept Secret: Israel's Bargain with the Bomb. Columbia University Press, New York 2010, ISBN 0-231-13698-6 (englisch).